# Laghouat
Laghouat (en arabe : الأغواط), est une commune et une ville d'Algérie, chef-lieu de la wilaya du même nom, située aux confins du Sahara.

## Toponymie
Il y a plusieurs hypothèses à propos du nom de cette ville, mais la plus juste et la plus appropriée serait que son nom provient du mot "agwath" qui veut dire montagne en dent de scie en tamazight, et cela en référence aux montagnes qui entourent cette petite ville des Beni Lekwat, tribu amazighe zènète.
Il y a aussi une autre hypothèse qui dit que son nom vient du pluriel de "ghouta" qui veut dire jardins en arabe, sauf que la ville porte son nom bien avant l'arrivée des arabes d'après les historiens.
Laghouat est une tribu zénète.

## Géographie
Laghouat est une ville où la réunion des monts de l’Atlas saharien, le désert, les arêtes rocheuses et la palmeraie forment un paysage d’une beauté sublime. Elle porte fièrement le surnom de la « porte du désert ».

### Situation
Laghouat est une ville d'Algérie située dans le Nord du Sahara, au pied de l'Atlas saharien. Elle se trouve à 329 km au sud d'Alger et à 750 m d'altitude. La distance par route entre ces deux villes est estimée à 403 km.
|           | Sidi Makhlouf |                     |
| Tadjemout | Laghouat      | El Assafia          |
| Kheneg    |               | Bennasser Benchohra |

### Climat
Le climat est continental aride avec des moyennes de 8 °C l'hiver et de plus de 40 °C l'été.
| Mois                              | jan. | fév. | mars | avril | mai  | juin | jui. | août | sep. | oct. | nov. | déc. | année |
| --------------------------------- | ---- | ---- | ---- | ----- | ---- | ---- | ---- | ---- | ---- | ---- | ---- | ---- | ----- |
| Température minimale moyenne (°C) | 2    | 4    | 7    | 9     | 13   | 18   | 21   | 20   | 17   | 12   | 6    | 3    | 10,9  |
| Température moyenne (°C)          | 7,5  | 9,5  | 12,5 | 16    | 19,5 | 25   | 28,5 | 27,5 | 23,5 | 18   | 11,5 | 8    | 17,2  |
| Température maximale moyenne (°C) | 13   | 15   | 18   | 23    | 26   | 32   | 36   | 35   | 30   | 24   | 17   | 13   | 23,4  |
| Précipitations (mm)               | 7    | 14   | 12   | 16    | 15   | 10   | 1    | 17   | 18   | 18   | 15   | 5    | 238   |

| Diagramme climatique                                  |       |       |       |        |        |       |        |        |        |       |      |
| J                                                     | F     | M     | A     | M      | J      | J     | A      | S      | O      | N     | D    |
| 1327                                                  | 15414 | 18712 | 23916 | 261315 | 321810 | 36211 | 352017 | 301718 | 241218 | 17615 | 1335 |
| Moyennes : • Temp. maxi et mini °C • Précipitation mm |       |       |       |        |        |       |        |        |        |       |      |

### Transport
Laghouat est desservie par un aéroport.
Quatre vols par semaine vers Alger (Dimanche, Mardi, Jeudi et Samedi), un vol par semaine vers Constantine (samedi) et un vol par semaine vers Oran (mardi). Les vols sont assurés par Air Algérie.
La ville de Laghouat est bien desservie par bus et taxis vers les principales villes du pays au départ de Laghouat (Alger - Oran - Constantine - Sétif - Tizi Ouzou - Tebessa - Adrar - Ouargla - Ghardaia - Tiaret - Djelfa - Bechar - Tamanrasset...). Le siège de la Nationale des transports des voyageurs (NTV) se trouve à Laghouat.
Une voie ferrée entre Hassi Messaoud-Laghouat et Laghouat-Djelfa, est commencée à la fin des années 2010.
La ligne de Boughezoul à Laghouat est en service depuis octobre 2023. Elle permet de relier Laghouat à Djelfa via la gare ferroviaire de Sidi Makhlouf en 45 minutes, avec une vitesse de 220 km/h pour les trains de voyageurs et de 100 km/h pour le transport de marchandises.

## Histoire
La fondation de la ville moderne de Laghouat remonte au début du XVIIIe siècle.Ibn Khaldoun a signalé l'existence vers le XIVe siècle d'un ksar (ville ou village entouré d'un mur en pierre pour la protection contre les invasions) dans un site qui semble être celui de la ville actuelle, abritant une faction de la tribu de "laghouat", branche de la célèbre tribu berbère des Maghraouas.
De cette tribu connue sous le nom de Laghouat-ksel, il ne reste que deux fractions (Ouled Serghine et Ahlaf) habitant la ville. La majorité des Laghouat-ksel a migré vers l'ouest dans les environs de djbel Ksel (wilaya de Bayadh).
D'autres tribus peuplent la cité telles que les tribus arabes hilaliennes Al-Arbaâ et Ar-Rahman qui s'y sont implantées aux environs du XVIIe siècle ou les M'khalif (d'origines Idrissides) et dont la présence est antérieure à la venue des hilaliens.
"Pour ce qui est des nomades, les Al-Arbaâ, arrivés au Sud avec l'invasion hilalienne quittèrent cette région au XVIIe siècle. Ils étaient à l'origine quatre tribus, les Al-Mâamra, Al-Hajaj, Awlad Zayyd et Awlad Salah d'où leur nom des quatre, al-Arbaa. Chassés du M'Zab par les Berbères zénètes Ouled Djellal, ils passèrent par le Djebel Boukahil, s'allièrent aux Rahman, refoulèrent dans l'Ouest, dans le Djebel Amour, les Ouled Ya'goub Zerara et s'installèrent dans l'annexe de Laghouat.".
- 1368 : Le sultan Abou Hammou, de la dynastie Zianide, chassé par le sultan Mérinide de Fez, rallia ses partisans à Laghouat avant de se retirer dans le Mzab.
- 1698 : Le marabout Sidi Hadj Aissa (mort en 1737), patron de la ville, s’établit à Laghouat.
- 1708 : Le sultan de Marrakech Moulay Abdelmalek, établit son camp à l’Ouest de la « cité rebelle » et lui imposa un tribut qu’elle refusa tout le temps de payer.
- 1727 : Laghouat passe officiellement sous la domination de la Régence d'Alger.
- 1741 : Le bey du Titteri, à la tête d’une imposante armée, assiégea la ville. Défait, il reprit la route de Médéa.
- 1785 : Le bey d’Oran sur l’ordre du dey d’Alger, mena une expédition punitive contre Laghouat qui refusait toujours de payer l’impôt annuel de 700 réaux.
- 1829 : Le Cheikh Moussa Ibn Hassan El-Misri, né en Égypte, à Damiette, en 1787, s’établit à Laghouat et fonde l’ordre Chadhiliyya.

### Période coloniale française

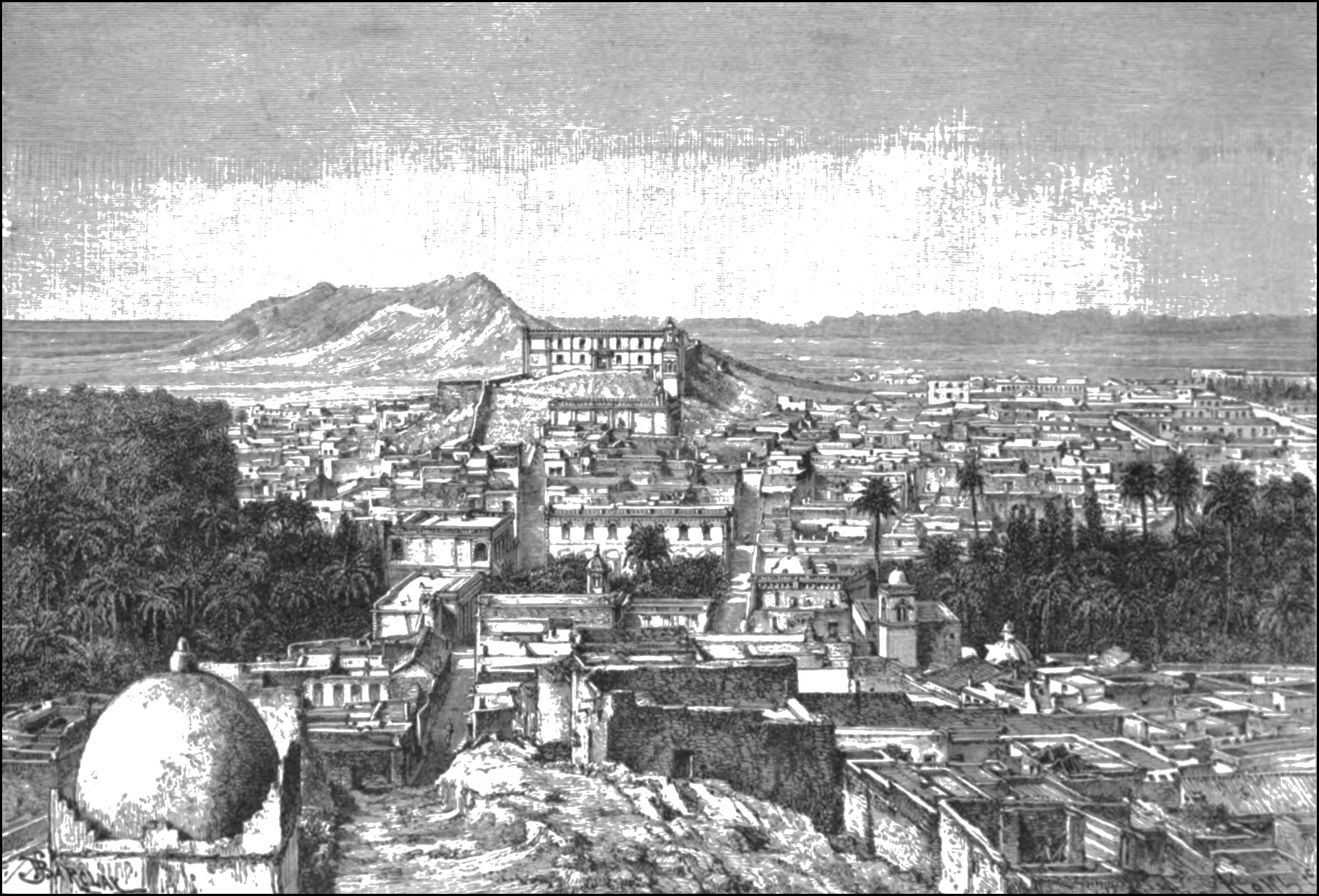
Vue de la ville de Laghouat au XIXe siècle

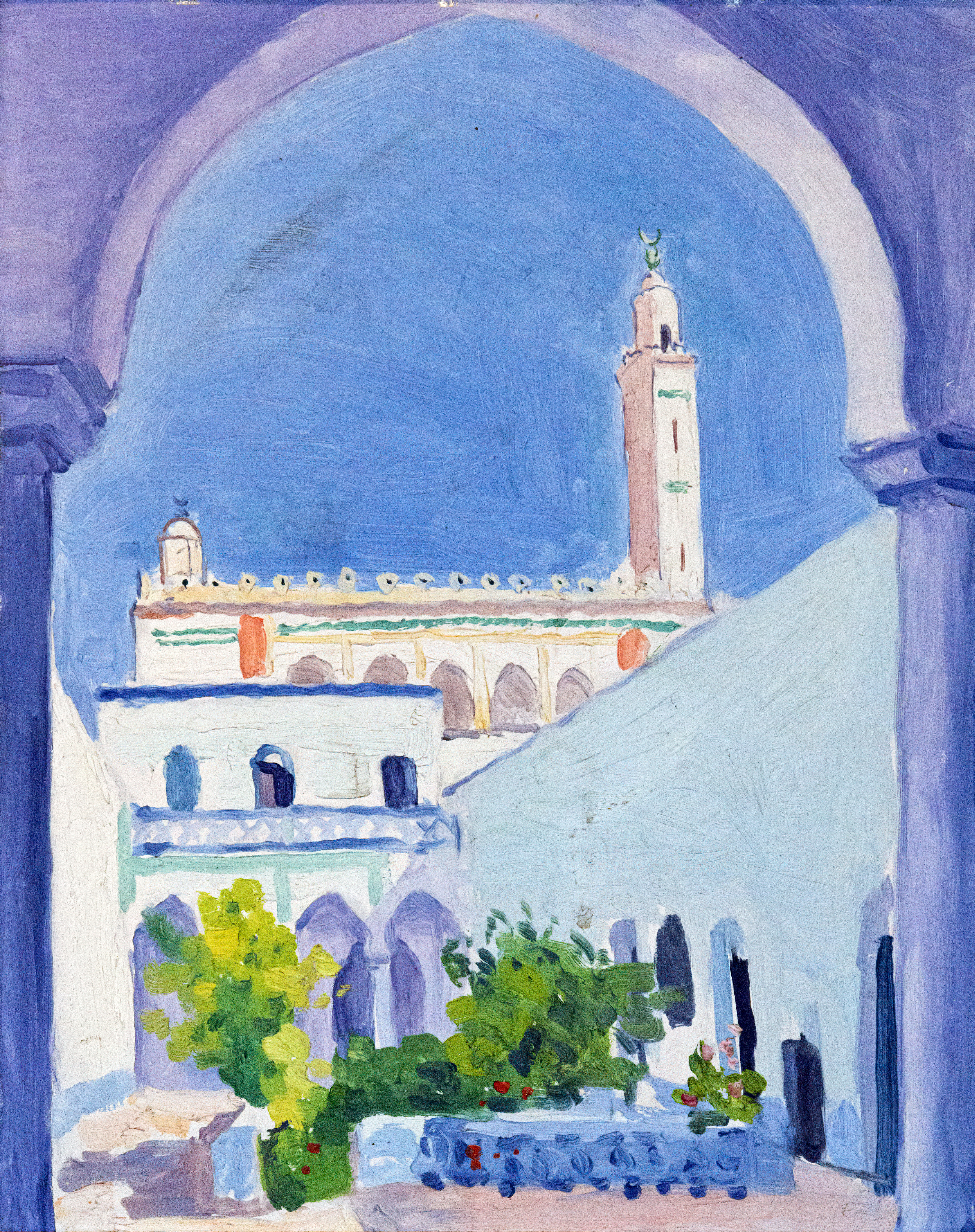
La mosquée de Laghouat (1929)

- 1831 : le cheikh Moussa Ibn Hassen El Misri proclame la guerre sainte contre l’Armée française, lève une armée et entame une résistance armée qui ne devait prendre fin qu’avec sa mort, en 1848, lors de la bataille de Zaatcha, sous l’étendard du Cheikh Bouziane, un autre prédicateur et marabout éminent de Laghouat.
- 1852 : une armée forte de 6 000 hommes et sous le commandement de trois généraux – Aimable Pélissier, Youssouf et Gabriel Bouscaren – assiège la ville de Laghouat. La bataille s’engage le 21 novembre ; le 4 décembre de la même année, Laghouat est prise d’assaut. Les morts sont nombreux, y compris dans la population civile, encore présente.

Voici comment le colonel Théodore Pein, officier de l'Armée d'Afrique issu du rang qui resta vingt-trois ans en Algérie (de 1840 à 1863) décrit la prise de Laghouat, à laquelle il assista : Le carnage fut affreux, les habitations, les tentes des étrangers dressées sur les places ; les rues, les cours furent jonchées de cadavres. Une statistique faite à tête reposée et d’après les meilleurs renseignements à El Ar'ouath, après la prise, constate le chiffre de 2 300 hommes, femmes ou enfants tués ; mais le chiffre de blessés fut insignifiant, cela se conçoit : les soldats, furieux d’être canardés par une lucarne, une porte entrebâillée, un trou de la terrasse, se ruaient dans l’intérieur et y lardaient impitoyablement tout ce qui s’y trouvait ; vous comprenez que, dans le désordre, souvent dans l’ombre, ils ne s’attardaient pas à établir de distinction d’âge ni de sexe : ils frappaient partout et sans crier « gare ! ».
Le général Pélissier rend compte de la prise du village au Gouverneur général : «Je fais occuper régulièrement la ville, la lutte se continue encore dans les jardins; l'infanterie y massacre les derniers défenseurs; la cavalerie sabre tout ce qui tente de s'échapper de l'enceinte des palmiers; pas un de ces fanatiques n'échappera. Je ne sais pas encore le sort du chérif; il faudra le chercher sans doute parmi les cadavres. Les femmes, les enfants ont été respectés, et les soldats auxquels j'avais recommandé la générosité ont montré autant d'humanité que de bravoure. Je ne puis encore vous parler de nos pertes; les précautions prises et l'impétuosité de l'attaque me font espérer qu'il ne se mêlera pas trop de regrets à la joie de la victoire».
Une grande partie de la population s'est réfugiée dans les jardins, où elle sera faite prisonnière en fin de journée. Comme l'indique le général Jean Joseph Gustave Cler, également officier sur place : «Intimidés par la marche rapide des colonnes d'assaut, les Laghouats abandonnent les défenses de la haute ville et se jettent, par les pentes de droite et de gauche, sur les bas quartiers. Les Arabes postés dans les jardins, craignant de voir leur retraite coupée, abandonnent également leurs positions de combat et se replient des bords extérieurs de l'oasis jusque dans le dédale inextricable des plantations de palmiers. La haute ville ne tarde pas, à la suite de ces circonstances et de la vigueur de l'attaque, à rester en notre pouvoir» ,.

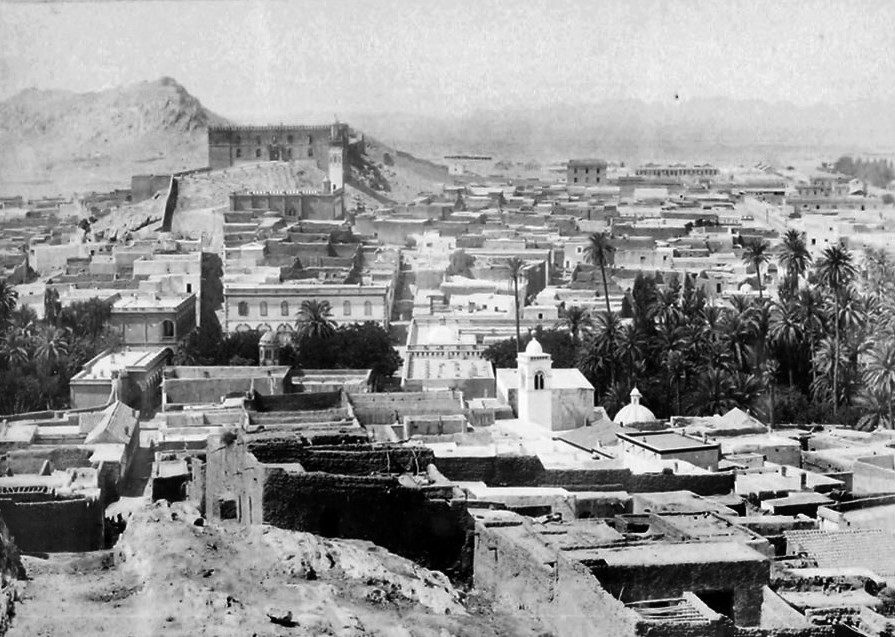
Laghouat en1890

Le général François Charles du Barail gouverne et surtout reconstruit activement la ville. Le général Jean-Auguste Margueritte lui succède, aérant la ville et traçant les voies urbaines. Ces deux officiers avaient participé à la prise de la ville.
Le célèbre Bennacer Benchohra est alors de toutes le batailles[évasif]. En 1875, il gagne la Syrie, âgé de plus de 70 ans, pour y vivre ses derniers jours.
- 1921 : mort du grand poète et alchimiste le cadi Abdallah Ben Keriou.
- 1922 : fondation à Laghouat, sur l’initiative du cheikh Zahiri, des notables et des lettrés de la ville, de la première école privée en Algérie.

Les mouvements nationalistes s’implantent à Laghouat.
- 1927 : le cheikh Moubarek El Mili s’établit à Laghouat pour y donner son enseignement. Une première promotion d’étudiants rejoint l’université d’El Zeïtouna (mosquée Zitouna), à Tunis.
- 1946 : le bey de Tunis, Moncef, est placé en résidence surveillée à Laghouat.

#### Guerre d'Algérie
- 1955 : deux mois après le 1er novembre 1954, la région de Laghouat est le théâtre d'évènements liés à la Guerre d'Algérie, Beaucoup de ses enfants engagés dans la lutte et morts au combats sont honorés par l'État algérien comme des martyrs.
- 1957 : le ministre français Jacques Soustelle, accueilli froidement par les Laghouatis, décide de transférer à Ouargla, le chef-lieu de la préfecture des Oasis.

### Époque de l'Algérie indépendante
Laghouat est érigée en Wilaya (sorte de préfecture ou gouvernorat) lors du découpage administratif de 1974 par l'État algérien.

## Démographie
| Année      | 1977   | 1987   | 1998    | 2008    | 2012    |
| ---------- | ------ | ------ | ------- | ------- | ------- |
| Population | 42 186 | 69 435 | 106 665 | 144 747 | 170 693 |

## Culture

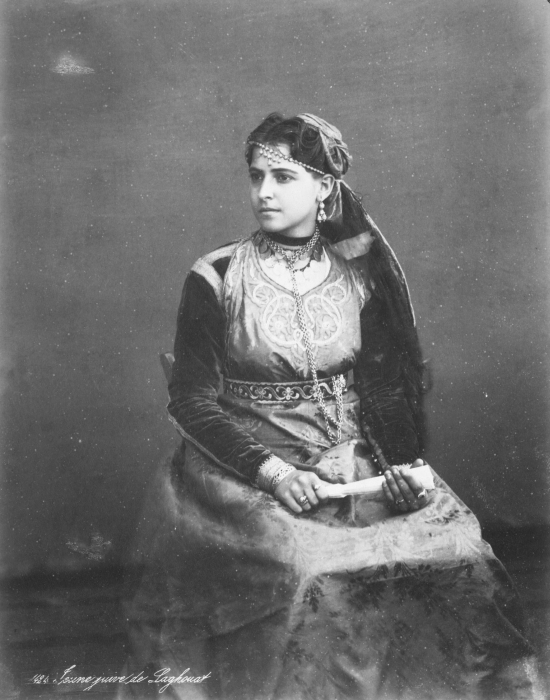
Jeune Juive de Laghouat 1884

La gastronomie occupe une bonne place dans la tradition laghouatie. Comme partout en Algérie, le couscous reste le plat traditionnel par excellence.

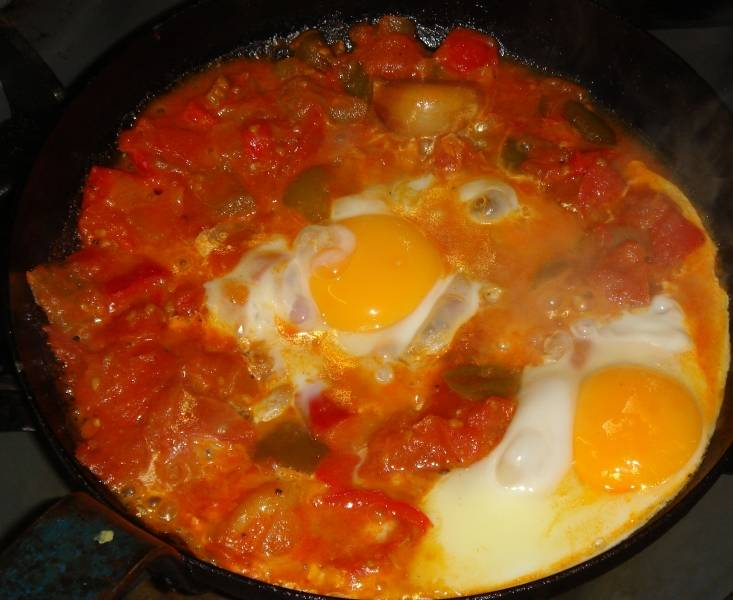
La shakshouka (salade de poivrons aux œufs)

Le Mardoud est également très prisé comme dans la plupart des régions sahariennes.

## Art
Laghouat est connue pour ses tableaux de sables, avec son premier salon de l'art du sable en 2011. Elle a également été la capitale algérienne de l'art le temps d'une semaine en octobre 2016, lors du festival national culturel des arts plastiques où se sont réunis plus de 60 artistes peintres.

## Personnalités originaires de Laghouat
- Salim Dada : musicien
- Amine Soufari : musicien
- Abdelkader Boukrikra : plasticien et spécialiste en aquarelles
- Pierre-Étienne de Perier, général de division français, grand officier de la Légion d'honneur et directeur de revue, né le 31 octobre 1893 à Laghouat et décédé le 22 juin 1968 à Paris.

### Filmographie
Serge Lalou, Au commencement, il était une fois des juifs arabes, 1997. Ce film raconte l'histoire des juifs de Laghouat à travers celle de la famille du réalisateur, petit-fils de Yaacoub Lalou, premier maire de Laghouat, qui administra la commune pendant vingt ans. Le film peut être vu en ligne sur YouTube : https://www.youtube.com/watch?v=0TlBlHF6L7s.